# Konstantinas Šakenis
Konstantinas Šakenis (ur. 27 listopada 1881 w Weleniszkach koło Birży, zm. 7 lipca 1959 w Traszkunach) – litewski nauczyciel, działacz społeczny i polityk, marszałek Sejmu IV kadencji (1936–1940). 

## Życiorys
W 1899 ukończył Gimnazjum w Szawlach. Studiował na Wydziale Matematyki i Fizyki Uniwersytetu w Petersburgu. Za udział w niezależnym ruchu studenckim został wyrzucony z uczelni, po czym zapisał się na studia na Wydziale Mechaniki Petersburskiego Instytutu Technicznego. Wziął udział w wypadkach rewolucyjnych 1905 roku. 
Po powrocie na Litwę pracował jako dziennikarz w „Vilniaus žinios”, współpracował również z redakcjami „Viltis”, „Vairas” i „Lietuvių balsas”. W 1910 ukończył studia na Politechnice Petersburskiej, po czym uzyskała uprawnienia do nauki fizyki w Gimnazjum Aleksandrowskim w Wilnie. 
Podczas I wojny światowej pracował jako inspektor w litewskim gimnazjum w Woroneżu a potem był jego dyrektor. W 1918 rozpoczął pracę nauczyciela w gimnazjum im. Witolda Wielkiego w Wilnie. 
Po odzyskaniu przez Litwę niepodległości wykładał fizykę na tzw. wyższych kursach naukowych w Kownie. Miał swój udział w rozwoju nauki litewskiej, opracował m.in. litewski słownik terminów fizycznych. Od 1925 wykonywał obowiązki dyrektora gimnazjum w Poniewieżu, pracował również w Ministerstwie Oświaty Republiki Litewskiej. Politycznie związany z narodowcami, był członkiem Centralnego Komitetu Ludowej Partii Postępu, a później również Związku Tautininków. 
W 1926 wszedł do Sejmu III kadencji z list Związku Litewskich Narodowców. Od 1927 do 1934 roku pracował jako minister oświaty w gabinetach Voldemarasa i Tubelisa, później pełnił m.in. urząd kontrolera państwowego (1934–1940). W 1930 roku odpowiadał za organizację obchodów jubileuszu Witolda Wielkiego. 
23 września 1936 wybrano go na marszałka Sejmu IV kadencji. W 1937 objął stanowisko przewodniczącego Litewskiego Towarzystwa Inżynierów. 
Pracował jako tłumacz, m.in. dzieł Adama Mickiewicza, przetłumaczył na język litewski „Pana Tadeusza” (1924). W 1933 roku wydał książkę „Auszra ir jos gadyne”, a dwa lata później monografię „Vabalninkas ir jo apylinkė praeityje ligi Lietuvos nepriklausomybės atgavimo”. 
14 maja 1941 został aresztowany przez władze radzieckie i zesłany do łagru na Syberii, w 1951 przeniesiono go do Krasnojarska. Na Litwę wrócił w 1956 i wkrótce zmarł.